# Molophilus alexanderianus
Molophilus alexanderianus là một loài ruồi trong họ Limoniidae. Chúng phân bố ở miền Cổ bắc.